# 科斯塔罗
科斯塔罗（法語：Costaros，法語發音：[kɔstaʁo]）是法国上卢瓦尔省的一个市镇，位于该省南部，属于勒皮区。

## 地理
科斯塔罗（44°53'42"N, 3°51'1"E）面积3.85 平方千米，位于法国奥弗涅-罗讷-阿尔卑斯大区上盧瓦爾省，该省份为法国中南部省份，北起多姆山省和卢瓦尔省，西接康塔爾省，南至洛泽尔省，东临阿尔代什省。
与科斯塔罗接壤的市镇（或旧市镇、城区）包括：勒布里尼翁、凯尔、朗多斯。

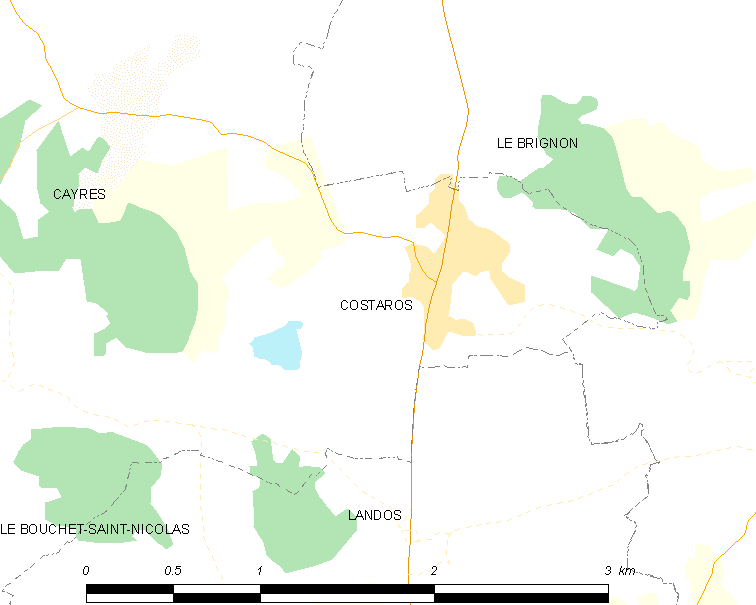
科斯塔罗的OSM定位图

科斯塔罗的时区为UTC+01:00、UTC+02:00（夏令时）。

## 行政
科斯塔罗的邮政编码为43490，INSEE市镇编码为43077。

## 政治
科斯塔罗所属的省级选区为火山沃莱县。

## 人口

1962-2008年间科斯塔罗人口变化图示

科斯塔罗于2022年1月1日时的人口数量为552人。